# Brajo Fuso
Brajo Fuso (Perugia, 21 febbraio 1899 – Perugia, 30 dicembre 1980) è stato un medico, pittore, scultore, scrittore e poeta italiano.

## Biografia
Dopo gli studi in collegio e al Liceo Mariotti in Umbria, si laurea in Medicina e Chirurgia all’Università di Roma nel 1923 e si specializza in Odontostomatologia nel 1926. Inventa il moderno “riunito” (mobile sanitario-sedia da dentista) nel 1942 e diversi farmaci. Consegue alcuni brevetti in campo medico odontostomatologico e farmaceutico. È precursore della implantologia endo-ossea.
Nel 1929 sposa Elisabetta Rampielli (detta Bettina), artista accademica bolognese che gli resterà accanto per tutta la vita e sarà fondamentale per la sua formazione artistica.
Brajo Fuso partecipa alle due Guerre Mondiali: combatte come tenente sul Carso nel 1917 e nel 1940 viene inviato come medico in Albania per la campagna italiana di Grecia, esperienza durante la quale sarà ferito gravemente e che segnerà uno spartiacque nella sua vita. Al suo ritorno inizia a dipingere da autodidatta.
Inizia l'attività artistica nel 1943 su stimolo della moglie Bettina e a partire dal 1946 tiene delle mostre personali. Fin dagli anni '30 scrive poesie (riunite nel volume Le Zavorre, pubblicate postume), canzoni, commedie, romanzi. Nel 1931 scrive Occhiopino, pubblicato nel 1948 e poi Il Chinchibatte (1936) e L'Uovo rosso (1938), racconti fiabeschi pubblicati nel 1977.
Nel 1960 inizia la creazione del Fuseum, un complesso architettonico con un parco costellato di sue opere d'arte e una galleria espositiva, oggi aperta al pubblico e inserita nel Sistema Museale della Regione Umbria. L'opera di Fuso è stata definita Débris Art o Arte del Rottame dal critico d’arte Giulio Carlo Argan: Fuso, infatti, sperimentava utilizzando ogni tipo di materiale povero o di recupero.
Tra gli anni ’60 e ’70 espone a Milano, Venezia, Roma, Terni e Spoleto in occasione del Festival dei Due Mondi, vetrina internazionale per le arti. Nel 1976 Editalia pubblica la prima importante opera monografica su Brajo Fuso in una collana dedicata all’arte contemporanea, con interventi critici di Giulio Carlo Argan, Italo Tomassoni, André Verdet. Nel 1980 la Regione Umbria e il Comune di Perugia realizzano la prima mostra antologica su di lui. Nello stesso anno partecipa alla Fiera del Levante di Bari.